# Epigastri
L'epigastri (del grec épigástrios) és la regió de l'abdomen que s'estén des del diafragma fins aproximadament el 7è o 8è espai intercostal, i queda limitat per ambdós costats per les costelles falses.